# 大学国際戦略本部強化事業
大学国際戦略本部強化事業(SIH)は、「知」の世界大競争へ対応し、日本の大学において国内外の優秀な研究者を惹きつける国際競争力のある研究環境の実現をするために平成17年度からを開始した文部科学省事業である。

## 採択機関
- 北海道大学
- 東北大学
- 東京大学
- 東京外国語大学
- 東京工業大学
- 一橋大学
- 新潟大学
- 名古屋大学
- 京都大学
- 大阪大学
- 神戸大学
- 鳥取大学
- 広島大学
- 九州大学
- 長崎大学
- 会津大学
- 慶應義塾大学
- 東海大学、九州東海大学、北海道東海大学（以上3大学共同提案）
- 早稲田大学
- 自然科学研究機構

## 大学国際化戦略委員会
大学国際化戦略委員会は、大学国際戦略本部強化事業の事業全般について助言を行う有識者委員会で、日本学術振興会に設置されている。
- 赤木攻
- 馬越徹 - 桜美林大学大学院系教授
- ★木村孟
- 桑原輝隆 - 科学技術政策研究所総務研究官（兼）科学技術動向研究連絡センター長
- 榊裕之
- 佐々木毅
- 森純一 - 京都大学国際交流センター教授
- 山本眞一 - 広島大学高等教育研究開発センター教授
- 渡辺靖 - 慶應義塾大学環境情報学部教授

★は委員長。